# San Felipe Tepatlán
San Felipe Tepatlán är en kommun i Mexiko.   Den ligger i delstaten Puebla, i den sydöstra delen av landet, 160 km nordost om huvudstaden Mexico City.
Följande samhällen finns i San Felipe Tepatlán:
- Altica
- Jojupango
- África
- San Martín del Progreso
- Pachoc
- La Guadalupana